# Brandhäuser
Brandhäuser ist ein Ortsteil der Stadt Oberviechtach im Oberpfälzer Landkreis Schwandorf in Bayern.

## Geographische Lage
Brandhäuser liegt am Ortsausgang von Pullenried an der Straße nach Unterlangau östlich von Pullenried.

## Geschichte
Zum Stichtag 23. März 1913 (Osterfest) wurde Brandhäuser als Teil der Pfarrei Pullenried mit drei Häusern und 16 Einwohnern aufgeführt.
Am 31. Dezember 1969 hatte die Gemeinde Langau 397 Einwohner. Zu ihr gehörten neben Ober-, Mitter- und Unterlangau noch Pirk, Brandhäuser, Tannermühle, Gütting, Waldhäusl und Bockhaus.
Am 31. Dezember 1990 hatte Brandhäuser 24 Einwohner und gehörte zur Pfarrei Pullenried und zur Gemeinde Oberviechtach.